# Radio Isanganiro
Radio Isanganiro, vertaald Radio Ontmoetingspunt, is een particulier radiostation in Burundi dat vrede tussen Hutu's en Tutsi's wil bevorderen. Er wordt uitgezonden in het Kirundi, Swahili en Frans.
De radio zendt uit van 's morgens 6 uur tot 's avonds 10 uur.

## Geschiedenis
Nadat het station in juni 2002 het akkoord verkreeg van de Nationale Raad van de Communicatie, kon het op 18 november 2002 beginnen met de eerste uitzending via de FM-band.
Op 13 september 2006 werden de uitzendingen een week opgeschort, omdat de zender de rebellen van het Nationale Bevrijdingsfront aan het woord had gelaten.
Op 28 november 2006 werd Mathias Manirakiza, de directeur van het station, opgepakt omdat hij gevoelige informatie zou hebben verspreid die de nationale veiligheid in gevaar kon brengen. Hij en twee leden van de Burundese Radio Publique Africaine werden vrijgesproken op 3 januari 2007 en de volgende dag vrijgelaten.
De radiozender draait met internationale steun van België, Frankrijk, Zwitserland, de Europese Unie, de BINUB, verschillende ontwikkelingsorganisaties, waaronder Oxfam Novib, en enkele bedrijven.

## Doelstellingen
Radio Isanganiro zoekt naar verzoening tussen etnische Hutu's en Tutsi's na een decennium van botsingen in Burundi, Rwanda en Congo-Kinshasa
Het devies van het radiostation is Inama Isumba ingimba, wat vrij vertaald wil zeggen: De dialoog is beter dan harde hand.
Ook wil het radiostation voorzien in onpartijdige informatie en de persvrijheid en vrijheid van meningsuiting bevorderen.

## Onderscheidingen
De talkshow Inyanduruko (vertaald: De wortels van het kwaad) ontving in 2006 de prijs Radio for Peace Building.
In 2007 ontving het station de Prins Claus Prijs in het thema Cultuur en conflict van het Prins Claus Fonds.